# Решнівецький парк
Решніве́цький парк — парк-пам'ятка садово-паркового мистецтва місцевого значення в Україні. Об'єкт природно-заповідного фонду Хмельницької області.
Розташований у межах Старокостянтинівської міської громади Хмельницького району Хмельницької області, в селі Решнівка.
Площа 12,1 га. Статус присвоєно згідно з рішенням 24 сесії обласної ради від 18.11.2009 року № 20-24/2009. Перебуває у віданні: Старокостянтинівська міська громада.
Статус присвоєно для збереження стародавнього парку, закладеного при панському маєтку.